# Mesjid (Samudera)
Mesjid is een bestuurslaag in het regentschap Aceh Utara van de provincie Atjeh, Indonesië. Mesjid telt 301 inwoners (volkstelling 2010).